# Cryptachaea maxima
Cryptachaea maxima là một loài nhện trong họ Theridiidae.
Loài này thuộc chi Cryptachaea. Cryptachaea maxima được Eugen von Keyserling miêu tả năm 1891.